# Bring It On: The Musical
Bring It On: The Musical est une comédie musicale avec de les musiques de Tom Kitt et Lin-Manuel Miranda, des paroles d'Amanda Green et Miranda et un livret de Jeff Whitty,,. La comédie musicale, librement inspiré du film du même nom écrit par Jessica Bendinger, se concentre sur le monde compétitif des rivalités d'équipe cheerleading et over-the-top.
La comédie musicale a été créée à l'Alliance Theatre d'Atlanta, en Géorgie en janvier 2011. La distribution comprenait Amanda Lea LaVergne dans le rôle de Campbell, Adrienne Warren dans le rôle de Danielle, Nick Blaemire dans le rôle de Randall, Ryann Redmond dans le rôle de Bridget. En raison des nombreuses prestations complexes de pom-pom girls, environ la moitié des acteurs de la comédie musicale de Broadway étaient de véritables pom-pom girls et non des interprètes de théâtre musical. Jessica Colombo, juge cheerleading et consultante, a servi de conseillère technique pour la comédie musicale,,.
La société de compétition de cheerleading Varsity Spirit a été impliquée dans la comédie musicale et une bannière Varsity Nationals est visible pendant les scènes de la compétition nationale à la fin du deuxième acte.
Dans la production londonienne de 2018, Matthew Brazier (qui a également joué La Cienega) était un gymnaste et une pom-pom girl de formation. Matthew a enseigné à l'ensemble du casting comment faire divers mouvements de cheerleading tels que des cascades, des sauts et des chutes. Matthew Brazier était également Dance Captain pour cette production,,.
Les avant-premières à Broadway ont débuté en juillet 2012 au St. James Theatre, avant de s'ouvrir pour un engagement limité du 1er août 2012 au 30 décembre 2012,.
Bring It On a été la première comédie musicale de Broadway à présenter un personnage transgenre du lycée, La Cienega, joué à l'origine par Gregory Haney,,.

## Synopsis

### Acte I
Lors de son dernier jour de l'année junior, Campbell Davis prie pour être nommé capitaine de l'équipe de cheerleading du Truman High School (What I Was Born To Do). Elle obtient le poste et son premier devoir est de remplacer les diplômés. Son amie Skylar attend avec impatience les essais (Tryouts). Les autres membres de l'équipe incluent Kylar, le disciple de tous les temps de Skylar, et Steven — le petit ami mignon et adorant de Campbell —. Bridget ringard et potelé n'est pas admise, mais Campbell prend un risque sur l'adorable étudiante de deuxième année Eva. Alors que le reste de l'équipe part pour célébrer, Campbell réfléchit aux difficultés à venir et rêve d'un "moment parfait" (One Perfect Moment).
Au Summer Cheer Camp, la nervosité d'Eva menace les chances de l'équipe de remporter le très convoité Spirit Stick, un honneur qui indique une prochaine victoire nationale. Pour renforcer la confiance d'Eva, Campbell la prend à part et la nomme Sophomore Spirit Leader - ce qui signifie que si Campbell devait perdre sa position, Eva serait troisième dans la «ligne de succession» après Skylar et Kylar. Après que Campbell ait remonté le moral d'Eva, Truman triomphe et célèbre sa victoire. Deux semaines avant la fin de l'été, Campbell reçoit une lettre avec une terrible nouvelle : elle a été relocalisée au lycée Jackson du centre-ville. Malgré ses tentatives de rester à Truman, le sort de Campbell est scellé. Son rêve est parti. Même Steven ne peut pas consoler sa petite amie.
Campbell arrive (Welcome to Jackson) et découvre que Bridget a également été relocalisée . Intimidés et étonnés, le duo est séduit par une performance impromptue de l'équipe de danse résidente de Jackson (Do Your Own Thing). Campbell et Bridget rencontrent les Queen Bees of Jackson High : Nautica, La Cienega et la chef d'équipe, Danielle. Bridget est un succès inattendu chez Jackson - en particulier avec l'hormonale Twig qui aime ses courbes. Campbell offre ses talents à l'équipe, mais une erreur verbale retourne les filles contre elle. Danielle explique fermement qu'ils sont danseurs et non pom-pom girls (We Ain't No Cheerleaders) - et le groupe laisse Bridget dans l'équipe.
Plus tard, Bridget console Campbell découragée et l'emmène à la Burger Pagoda où travaille Danielle. Campbell essaie de faire amende honorable, mais Danielle reste impassible et est toujours furieuse contre Campbell, malgré ses tentatives d'explication. Alors qu'elle quitte la pagode, Campbell affronte des filles riches harcelant Danielle. Impressionnée et amusée par le feu de Campbell, Danielle reconsidère et offre à Campbell une occasion unique de danser avec l'équipe, vêtue d'un vieux costume de mascotte de lutin (Friday Night, Jackson). Après un début fragile, Campbell attire l'attention de Randall, le DJ de l'école. Danielle donne à Campbell une place officielle dans l'équipe de Jackson.
Plus tard dans la nuit, Skylar et Kylar partagent une nouvelle choquante, une erreur dans les notes de Skylar signifie qu'elle ne peut pas être capitaine et Kylar a contracté une mononucléose infectieuse. Selon les règles de succession, Eva est désormais capitaine. Campbell devient méfiante (Something Is not Right Here) - et une visite à la maison d'Eva semble confirmer ses soupçons. Eva a pris l'apparence de Campbell, et Campbell découvre que Steven y étudie également. Peu convaincu par leurs explications, Campbell rompt avec Steven et se dirige fébrilement vers Skylar et Kylar, qui l'accusent de paranoïa et de jalousie. Evaluant la situation avec Bridget, Campbell apprend que la mère d'Eva est membre du conseil scolaire qui a décidé des relocalisations. Outragé et certaine d'une conspiration, Campbell décide de s'en remettre à Eva en rassemblant une équipe à Jackson et en l'écrasant aux Nationals (Bring it On).

### Acte II
Campbell aborde Danielle réticente à propos de la création d'une équipe de cheerleading à Jackson. Campbell ment et dit qu'une victoire nationale comprend des bourses d'études pour chaque membre gagnant et une chance d'être à la télévision en direct, Danielle accepte de se joindre à elle et de constituer une équipe (It's All Happening). Des semaines plus tard, à la compétition régionale, Truman regarde Jackson jouer. Alors qu'Eva, Steven et Kylar sont impressionnés, Skylar est convaincu que Truman va gagner (Better). Bien que Jackson gagne suffisamment de points pour un créneau national, ils prennent la deuxième place devant Truman.
De retour à l'école, Twig demande à Bridget un rendez-vous et Bridget refuse timidement. Cela appelle une intervention de Nautica et de La Cienega, qui soutiennent que ce n'est pas grave en ce qui concerne ses insécurités (It Ain't No Thing). Son estime de soi renforcée, Bridget poursuit Twig. Randall demande à Campbell un pique-nique sur les falaises au-dessus de la ville. Elle accepte avec joie, mais quelques instants plus tard, elle se heurte à une équipe de Jackson furieuse. Danielle a découvert que Campbell a menti au sujet des bourses d'études universitaires en tant que prix national et a dispersé l'équipe. C'est fini, tout comme leur amitié.
Bouleversée et dégoûtée d'elle-même, Campbell se présente pour le rendez-vous avec Randall. Il l'encourage à profiter de ses années de lycée et à cesser de s'inquiéter autant de ses erreurs passées (Enjoy The Trip). Pendant ce temps, Skylar, Kylar et Eva discutent de la dissolution de l'équipe de cheerleading de Jackson, et Eva célèbre en privé sa nomination au poste de capitaine et les moyens diaboliques qu'elle a utilisés pour y arriver, révélant au public qu'elle avait orchestré tout le changement de direction. Sa mère en transférant Campbell, piratant le système scolaire pour donner à Skylar une mauvaise note et infectant intentionnellement Kylar avec mononucléose - confirmant que Campbell avait raison sur ses soupçons (Killer Instinct).
À Jackson, Bridget arbore un suçon fait par son nouveau petit ami Twig. Campbell prend à partie Danielle et lui présente des excuses. Danielle est toujours blessée par le mensonge, mais reconnaît la joie que leur travail lui a apportée. Campbell explique que l'expérience l'a changée au point qu'elle n'a plus l'ambition d'aller aux championnats nationaux - leur amitié aurait toujours dû être la chose la plus importante. Malgré ses sentiments contradictoires, Danielle avoue qu'elle regrette également Campbell et son amitié et décide de continuer à travailler ensemble, ce qui signifie que les Nationals sont de retour (We're Not Done).
Aux championnats nationaux, Truman exécute sa routine de manière exceptionnelle (Legendary). Alors que l'équipe se rétablit, Eva rencontre Campbell - Jackson est sur le point pour jouer. Choquée par la présence de Campbell, Eva essaie — et échoue — de saper sa confiance. Les efforts d'Eva s'intensifient alors que le reste de Jackson regarde, et elle révèle finalement son comportement méchant, justifiant ses actions en affirmant qu'ils ont obtenu la première place de Truman, ce qui, dans son esprit, est plus important que l'esprit sportif (Eva's Rant).
Maintenant sur le tapis, Jackson propose une prestation exubérante et époustouflante qui enfreint plusieurs des règles fondamentales du cheerleading, mais inspire des applaudissements féroces de l'arène (Cross The Line). Le rêve de la victoire est cependant rapidement anéanti. Truman remporte les championnats nationaux, tandis que Jackson ne se classe même pas.
Une fois le jugement terminé et l'annonce des gagnants, Randall surprend Campbell en lui offrant son trophée Pinewood Derby de Cub Scouts, qu'il a réutilisé avec un Sharpie pour lui attribuer la première place. Avec Eva partie, les équipes Truman et Jackson célèbrent leur véritable victoire : l'amitié (I Got You).

## Numéros musicaux et orchestrations
| Acte I - "Overture" – Orchestre - "What I Was Born to Do" – Campbell, Skylar, Kylar, Steven, Bridget et la troupe - "Tryouts" – Skylar - "One Perfect Moment" – Campbell - "What I Was Born to Do (Reprise)” – Campbell, Skylar, Kylar, Eva et la troupe † - "One Perfect Moment (Reprise)” – Campbell, Skylar, Kylar, Eva et la troupe † - "Welcome to Jackson" – la troupe - "Do Your Own Thing" – Campbell, Bridget, Twig, Randall, Cameron, Danielle et la troupe - "We Ain't No Cheerleaders" – Danielle, Nautica et La Cienega - "Friday Night, Jackson" – Cameron, Twig, Danielle, Randall et la troupe - "Something Isn't Right Here" – Campbell, Eva, Steven, Skylar et Kylar - "Bring It On" – Campbell et la troupe | Acte II - "Entr’acte" – Orchestre † - "It's All Happening" – Campbell, Danielle, Twig, Cameron, Nautica, La Cienega et la troupe - "Better" – Skylar, Kylar, Eva, et Steven - "It Ain't No Thing" – Bridget, Nautica, La Cienega et la troupe - "What Was I Thinking?" – Campbell & Ensemble † - "Enjoy the Trip" – Campbell et Randall - "Killer Instinct" – Eva, Kylar, Skylar et la troupe - "We're Not Done" – Danielle et Campbell - "Legendary" – la troupe - "Eva's Rant" – Eva - "Cross the Line" – la troupe - "I Got You" – la troupe |

Notes
† N'apparaît pas sur l'enregistrement.
Orchestration
L'orchestre de fosse se compose de :
Deux claviers (l'un de ces joueurs étant le chef d'orchestre)
- 1re guitare électrique / guitare acoustique à cordes d'acier
- 2e guitare électrique / guitare acoustique à cordes en nylon
- Basse électrique
- Drum kit & Drum Pads (divers): Piccolo Snare, Popcorn Snare, School Bell (SFX) , Tambourine, Temple blocks, Triangle
- Percussions : Caxixi, China Cymbal, Concert Bass Drum, Crash Cymbal, Djembe, Drum kit, Drum pads (divers): Finger cymbals, Floor tom, Glockenspiel, Gran Casa, Gym whistle, March snare, Mark tree, Piccolo snare, Plastic maraca , Caisse claire à pop-corn, Shaker, Petit shaker, Cymbale suspendue, Tambourin, Timbale et Triangle[15]

## Productions

### Atlanta (2011)
Le spectacle a été créé au Théâtre de l'Alliance, Atlanta, Géorgie le 15 janvier 2011, jusqu'au 20 février 2011. La production a été mise en scène et chorégraphiée par Andy Blankenbuehler, avec la scénographie de David Korins, la conception de costumes par Andrea Lauer, conception d'éclairage par Jason Lyons et conception sonore par Brian Ronan. La distribution originale a présenté Amanda LaVergne dans le rôle de Campbell, Adrienne Warren dans le rôle de Danielle et Nick Blaemire dans le rôle de Randall, ainsi que de nombreuses pom-pom girls de tout au pays qui ont été sélectionnées en collaboration avec Varsity,.

### Tournée nationale nord-américaine (2011)
Après l'engagement d'Atlanta, la comédie musicale s'est lancée dans une tournée nationale, commençant au Ahmanson Theatre, Los Angeles en novembre 2011,. Les nouveaux membres de la distribution pour la tournée étaient Taylor Louderman dans le rôle de Campbell, Neil Haskell dans le rôle de Steven, Nick Womack dans le rôle de Twig, Elle McLemore dans le rôle d'Eva et Jason Gotay dans le rôle de Randall.
Après avoir voyagé à Chicago, San Francisco, Denver, Houston et Toronto, la tournée s'est terminée le 2 juin 2012.

### Broadway (2012)
La production a été transférée à Broadway au St. James Theatre le 12 juillet 2012, en avant-première et officiellement inaugurée le 1er août 2012, pour un engagement limité jusqu'au 7 octobre 2012 The tour cast appeared in the Broadway production,. Les acteurs de la tournée ont joué dans la production de Broadway jusqu'au 30 décembre 2012, fermant après 21 avant-premières et 173 représentations.

### Non-Equity Tour (2014)
Une tournée nationale / internationale présentée en avant-première à New Haven, Connecticut au Shubert Theatre du 16 au 18 janvier 2014, s'est ouverte à Macon, en Géorgie au Grand Opera House le 21 janvier 2014, et s'est terminée à Tokyo, au Japon, le 27 juillet 2014. La tournée mettait en vedette Nadia Vynnytsky et Zuri Washington.

### Tournée au Royaume-Uni (2017)
La comédie musicale devait faire sa première au Royaume-Uni et en Europe avec une tournée au Royaume-Uni commençant au Palace Theatre de Manchester à partir du 6 septembre 2017. Cependant, en août 2017, il a été annoncé que la tournée avait été reportée à 2019. La scénariste du film original, Jessica Bendinger, a intenté une action en justice, arguant qu'elle avait des droits sur la licence de la production théâtrale. Elle a dit qu'elle permettrait à la comédie musicale Bring It On de se dérouler si elle était correctement créditée et indemnisée. En novembre 2011, un règlement à l'amiable a été conclu.

### Londres (2018)
Bring It On a ouvert ses portes au Southwark Playhouse du 2 août au 1er septembre 2018, produit par la British Youth Theatre Academy. Mis en scène et chorégraphié par Ewan Jones, réalisé musicalement par Chris Ma et casté par Anne Vosser. Le spectacle mettait en vedette Robyn McIntyre dans le rôle de Campbell, Chisara Agor dans le rôle de Danielle, Kristine Kruse dans le rôle de Bridget, Isabella Pappas dans le rôle de Skylar, Mary Celeste dans le rôle de Nautica, Matthew Brazier dans le rôle de La Cienega et Clark James dans le rôle de Cameron,.

### Tournée au Royaume-Uni (2020)
En janvier 2020, une tournée britannique a été annoncée, avec des répétitions à partir d'avril 2020. Le spectacle produit par Selladoor Productions, avec un livret de Jeff Whitty , une partition de Tom Kitt et Lin-Manuel Miranda, et des paroles d'Amanda Green et Lin-Manuel Miranda. Le spectacle a cependant été reporté en raison de la pandémie de Covid-19.

## Récompenses et nominations

### Production originale d'Atlanta
| Année | Récompense       | Catégorie                                 | Nomination                            | Résultat   |
| ----- | ---------------- | ----------------------------------------- | ------------------------------------- | ---------- |
| 2011  | Suzi Bass Awards | Best Production                           | Best Production                       | Nomination |
| 2011  | Suzi Bass Awards | Best World Premiere (Play or Musical)     | Best World Premiere (Play or Musical) | Lauréat    |
| 2011  | Suzi Bass Awards | Outstanding Director of a Musical         | Andy Blankenbuehler                   | Nomination |
| 2011  | Suzi Bass Awards | Best Choreography                         | Andy Blankenbuehler                   | Lauréat    |
| 2011  | Suzi Bass Awards | Outstanding Featured Actress in a Musical | Ryann Redmond                         | Nomination |
| 2011  | Suzi Bass Awards | Outstanding Costume Design for a Musical  | Andrea Lauer                          | Nomination |
| 2011  | Suzi Bass Awards | Outstanding Lighting Design for a Musical | Jason Lyons                           | Nomination |
| 2011  | Suzi Bass Awards | Outstanding Sound Design for a Musical    | Brian Ronan                           | Lauréat    |

### Production originale de Broadway
| Année | Récompense        | Catégorie                         | Nomination                         | Résultat   |
| ----- | ----------------- | --------------------------------- | ---------------------------------- | ---------- |
| 2013  | Tony Awards       | Best Musical                      | Best Musical                       | Nomination |
| 2013  | Tony Awards       | Best Choreography                 | Andy Blankenbuehler                | Nomination |
| 2013  | Drama Desk Awards | Outstanding Director of a Musical | Andy Blankenbuehler                | Nomination |
| 2013  | Drama Desk Awards | Outstanding Lyrics                | Amanda Green et Lin-Manuel Miranda | Nomination |
| 2013  | Drama Desk Awards | Outstanding Sound Design          | Brian Ronan                        | Nomination |
| 2013  | Drama Desk Awards | Outstanding Choreography          | Andy Blankenbuehler                | Nomination |
| 2013  | Drama Desk Awards | Outstanding Book of a Musical     | Jeff Whitty                        | Nomination |